# باربرا كاتس روثمان
باربرا كاتس روثمان (بالإنجليزية: Barbara Katz Rothman)‏ هي عالمة اجتماع أمريكية، ولدت في 1948.

## وصلات خارجية
- الموقع الرسمي